# 加拿大村
加拿大村，位于广东省开平市赤坎镇灵源乡。村庄内的十一座建筑物於1923年至1935年间陆续由旅居加拿大的华侨自资建成，包括：供其家人居住的十间古典欧陆式建筑风格的住宅及一座用于避难及防洪的五层高的碉楼。1949年后，因居民已移居国外，村落已逐渐荒芜。2007年，联合国教科文组织将开平市范围内的碉楼与村落定为世界文化遗产。中国政府亦将开平市内的古老华侨建筑群列为保护文物。现在，加拿大村内的建筑已由政府管理。